# Dianne Goolkasian Rahbee
Dianne Goolkasian Rahbee, née le 9 février 1938, est une compositrice américaine contemporaine. 
Dianne Goolkasian Rahbee est née à Somerville, Massachusetts. Elle commença ses premières leçons de piano avec Antoine Louis Moeldner à Boston, et poursuivit ses études musicales à la Juilliard School de New York ainsi qu'au Mozarteum de Salzbourg. Elle prit également des leçons avec David Saperton à New York et Lily Dumont, Russell Sherman, et Veronica Jochum à Boston.
À 40 ans, elle commença à se consacrer plus sérieusement à la composition et elle a produit depuis un vaste catalogue. Son style est décrit comme postsériel et porte des traces d'influence de la musique populaire arménienne (Son père survécut au génocide Arménien de 1915). La musique de Dianne Goolkasian Rahbee est jouée dans le monde entier.